# Babalà club
Babalà club, anteriormente llamado A la Babalà, era un programa infantil y juvenil de la televisión valenciana y en valenciano, emitido por las cadenas autonómicas valencianas Canal 9 y Punt 2. El programa incluía varias series de animación, una sección de cuentos populares valencianos y también actividades lúdicas para los pequeños.

## Formato
Su primera aventura como Babalà fue presentada por Paqui Rondán y el reportero Indi, luego pasó a ser presentado por la popular María Abradelo y "el gos Babalà" durante 7 años. Poco después nació el programa "Juga-la Babalà", presentado también por María Abradelo, en el que concursaban niños de diversos lugares, ya que en el "Babalà club" también iban niños desde los colegios. Ese mismo verano nació "Juga-la a l'aigua", su variedad estival desde un parque acuático.
Varios años después nació "Babalà Galaxia", que era en un escenario virtual y lo presentaban María Abradelo junto a "el gos virtual" y a un robot, también virtual, llamado "Bolet" y se mantuvo durante 4 años en antena. Luego, pasó a ser presentado por un perro de peluche de raza Bull Terrier Inglés de tamaño humano, siendo la mascota y el símbolo del programa, junto a dos personajes humanos llamados Pau y Nina.
En marzo de 2009 fue sustituido por Babaclub, el cual desapareció con el cierre de Canal 9.

## Historia
1989-1991
El programa empezó en 1990, y en un primer momento empezó presentado por Diego Braguinsky (quien se encargó de presentar el comienzo de las emisiones de Canal 9 Televisió Valenciana el 9 de octubre de 1989) y por Fani Grande. "A la babalà" es una expresión valenciana para decir "al tuntún". Al principio el programa se desarrollaba en un plató con gradas donde grupos de niños por parejas realizaban pruebas como adivinar comidas con los ojos vendados o cambiarse de ropa y ponerse disfraces en el menor tiempo posible. Los gags de Diego y Fani se compaginaban con series de animación. Causaron sensación las series Pacman, El show de Gary Coleman, y sobre todo, Las Tortugas Ninja, además de Bola de Drac (DragonBall), que se prolongaría durante varias temporadas. También se emitió la serie de actores reales de producción francesa La baby-sitter. La mascota en esta primera etapa era un monigote alargado con cuerpo de color rojo, cabeza amarilla y mofletes también de color rojo. Uno de los gags más famosos de Fani Grande era cuando salía haciendo de La bruixa maduixa (La bruja fresa). 
1991-1992
Durante la siguiente etapa, la pareja de presentadores cambió y la formaron Fani Grande y Robert Esteve. El plató con niños cambió y los escenarios empezaron a ser completamente virtuales. Las series de animación siguieron siendo básicamente las mismas y también hizo acto de aparición la mascota negativa del programa, un monigote bajito, cuyo cuerpo era de color azul y la cabeza (una cabeza gorda), de color gris con una cara de pocos amigos, contrastando con el monigote sonriente y alto, que era la mascota positiva del programa todavía. 
1992-1995
En 1992 se produce un cambio radical en el programa. Cambian los presentadores y cambian las mascotas. Los nuevos presentadores aparecen a finales de 1992. Se trata de Xoni (Ricardo Jordán), Poti (Carme Juan) y Tiriti (José Vicente Baynat), con una estética mucho más moderna, (el corte de pelo de Xoni es parecido al de los raperos), y tres mascotas animadas virtualmente, aunque aún en dos dimensiones. No tenían nombre, como tampoco lo tuvieron las anteriores. Se trataba de un triángulo dentudo con patas de color rojo cuya gorra se transformaba en un helicóptero, un círculo dentudo de color blanco con una gorra de visera y patas, y un cuadrado también dentudo y con patas que normalmente se chocaba con todo y acababa mareado. Bola de Drac Z continuó causando furor entre los más jóvenes, pero también lo hicieron las series Musculman, Doctor Slump, El capità planeta y la serie de robots gigantes Goldorak y la reposición de Comando G. En esta etapa se incrementaron las actuaciones musicales, y los presentadores cantan el rap de A la babalà, así como canciones educativas para promover el reciclaje, las buenas costumbres, etc. 
1996-1997
Una nueva etapa que marca un nuevo inicio. La presentadora pasa a ser en solitario Paqui Rondán, quien ya había sido reportera de Noticies 9. Paqui Rondán introduce el programa y presenta a la nueva mascota del programa, un perro BullTerrier llamado Babalà, que es el que dará nombre al club, que pasa de llamarse A la babalà a simplemente, Babalà Club. Se vuelve a poner de moda llevar niños a un plató (con videowall de televisores), de color rojo (el nuevo color del club), con actividades físicas y actuaciones musicales. Paqui Rondán también bailaba con dos bailarinas en el plató (y al principio el perro era de verdad) y se siguieron emitiendo series, aunque ya no Bola de Drac, que había finalizado. Se empiezan a emitir series de producción valencianas, como Las tres mellizas (Les tres bessones), y se emiten series o películas de dibujos animados ya antiguas, como las de Snoopy y Charlie Brown. 
1997-2000
La estructura del programa apenas cambia. Cambian los decorados, pero con los mismos colores. Y cambia la presentadora, que es María Abradelo, quien se había dado a conocer en el programa de karaoke Canta, canta.
Hasta 2002, la mascota Babalà pasa a ser un perro protagonista de la serie de cortos animados Les Aventures de Babalà, con Babalà haciendo muchas actividades, como pintor, boxeador, etc. 
2000-2001
Durante esta etapa el Babalà Club estaba ubicado en una especie de buhardilla en la que convivían María Abradelo con un par de chicos jóvenes (Lidia y Teo) y dos niños (Ana y Ferrán). Protagonizaban gags y realizaron una cobertura del programa en las Fallas de 2000 y 2001 y también en las Hogueras de San Juan de Alicante, sobre todo. 
2002-2006
María Abradelo volvió a ser la presentadora en solitario del programa, aunque ahora la trama se centraba en la nave Babalà, en la que no solo estaban María, sino el perro Babalà, que pilotaba su propia nave voladora, y una máquina voladora parecida a una cafetera, Bolet, que hablaba en valenciano, que era miedoso y que sabía muchas cosas. La trama era que en su viaje en la nave buscaban vida inteligente y exploraban nuevos planetas. Las series eran ya para entonces todas de factura valenciana. 
2006- Marzo de 2009
Los presentadores fueron Pau y Nina, un chico y una chica jóvenes que protagonizaban gags con Babalà, quien era representado como un perro de peluche gigante en el que iba metido un hombre. Los decorados dejaron de ser virtuales y se asemejaron a parques infantiles coloristas. Los presentadores protagonizaron sketches musicales como El rock del Babalà, para dar la bienvenida al programa, y el Rap del Babalà, para despedirse de la audiencia hasta el día siguiente. 
Marzo de 2009-Noviembre de 2013
La última etapa del club sufrió de nuevo un cambio de nombre. Se llamó BabaClub y ahora incorporaba toda una serie de marionetas que guardaban un gran parecido estético con Los Lunnis de TVE. Babalà, BabaDo, BabaRré (un oso hormiguero con nariz de flauta), BabaSí, BabaMí (una gata), PolPol (contamina y tiene una máquina que convierte todo en humo, como ha estado contaminando tanto, se le caen a veces partes del cuerpo), el profesor Sol, el dúo Penta y Grama (dos ratas), Silfa y MacMicro (un mono reportero), los nuevos personajes del BabaClub. Los nombres de los personajes formaban las notas del pentagrama, de ahí los nombres. Todos los personajes eran animales acogidos por el profesor Sol que formaban un grupo de música y vivían en el taller del sabio inventor profesor Sol. En el taller pululaban todos estos personajes, incluyendo a las ratas Penta y Grama, que vivían en una grieta del taller y que veían todo lo que salía en la televisión del profesor. Silfa era una niña del bosque en forma de halo mágico y que podía comunicarse con los animales. En esta última etapa, las series continuaron siendo mayoritariamente valencianas.